# Phylloscopus presbytes
A Phylloscopus presbytes a verébalakúak (Passeriformes) rendjébe, ezen belül a füzikefélék (Phylloscopidae) családjába és a Phylloscopus nembe tartozó faj. 11 centiméter hosszú. A Kis-Szunda-szigetek nedves erdős területein él 2300 méteres tengerszint feletti magasságig. Apró ízeltlábúakkal táplálkozik.

## Alfajai
- P. p. floris (E. J. O. Hartert, 1898) – Flores;
- P. p. presbytes (Blyth, 1870) – Timor, Atauro, Rote.

## Fordítás
- Ez a szócikk részben vagy egészben  a   Timor leaf warbler című angol Wikipédia-szócikk fordításán alapul.  Az eredeti cikk szerkesztőit annak laptörténete sorolja fel. Ez a jelzés csupán a megfogalmazás eredetét és a szerzői jogokat jelzi, nem szolgál a cikkben szereplő információk forrásmegjelöléseként.